# Denní motýli
Denní motýli jsou skupina motýlů bez oficiální biologické klasifikace, do které spadají nadčeledi Hesperioidea a Papilionoidea. Mají typické společné znaky, jež je odlišují od nočních motýlů. Dříve byli denní motýli nazýváni kyjorozí, podle kyjovitého tvaru tykadel.

## Znaky
Všichni denní motýli jsou aktivní ve dne (ale někteří noční mohou být ve dne aktivní také). Mají paličkovitá tykadla, často pestré zbarvení a protáhlé tělo. Na rozdíl od nočních motýlů obvykle sedí s křídly složenými nad tělem a mohou pohybovat každým párem křídel nezávisle. Noční motýli mají křídla spojená.

## Systematický přehled čeledí a druhů
- Soumračníkovití - Hesperiidae
- Pyrginae
- Soumračník máčkový - Erynnis tages
- Soumračník slézový - Carcharodus alceae
- Soumračník skořicový - Spialia sertorius
- Soumračník proskurníkový - Pyrgus carthami
- Soumračník jahodníkový - Pyrgus malvae
- Soumračník mochnový - Pyrgus serratulae
- Soumračník podobný - Pyrgus armoricanus
- Soumračník bělopásný - Pyrgus alveus
- Heteropterinae
- Soumračník černohnědý - Heteropterus morpheus
- Soumračník jitrocelový - Carterocephalus palaemon
- Hesperiinae
- Soumračník čárečkovaný - Thymelicus lineola
- Soumračník metlicový - Thymelicus sylvestris
- Soumračník žlutoskvrnný - Thymelicus acteon
- Soumračník čárkovaný - Hesperia comma
- Soumračník rezavý - Ochlodes sylvanus
- Otakárkovití - Papilionidae
- Papilioninae (otakárci)
- Otakárek ovocný - Iphiclides podalirius

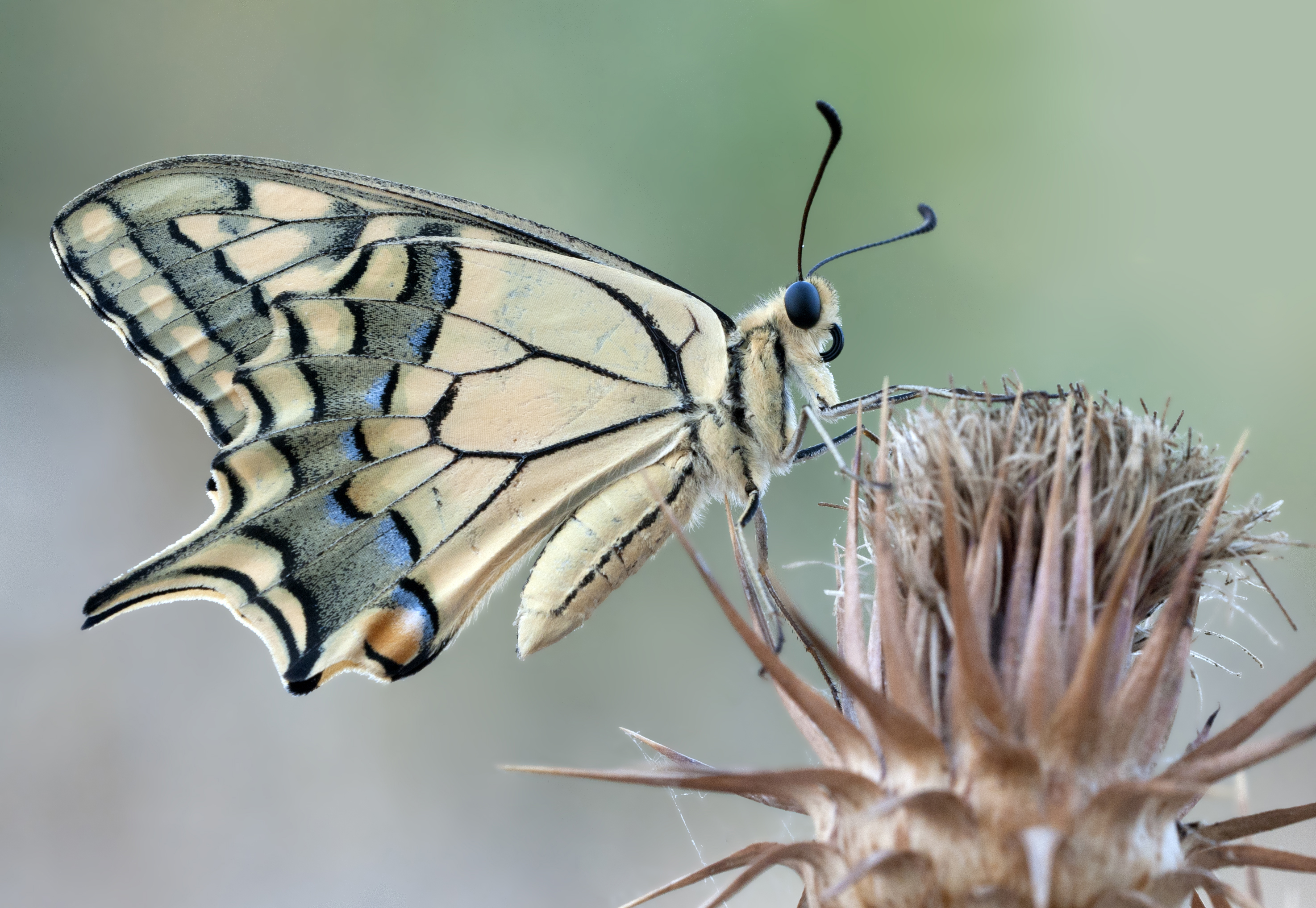
Otakárek fenyklový

- Otakárek fenyklový - Papilio machaon
- Parnassiinae (jasoni)
- Jasoň červenooký - Parnassius apollo
- Jasoň dymnivkový - Parnassius mnemosyne
- Pestrokřídlec podražcový - Zerynthia polyxena
- Běláskovití - Pieridae
- Dismorphiinae (bělásci)
- Bělásek hrachorový - Leptidea sinapis
- Bělásek luční - Leptidea juvernica
- Bělásek Realův - Leptidea reali*
- Pierinae (bělásci)
- Bělásek řeřichový - Anthocharis cardamines
- Bělásek rezedkový - Pontia edusa
- Bělásek zelný - Pieris brassicae
- Bělásek řepový - Pieris rapae
- Bělásek řepkový - Pieris napi
- Bělásek horský - Pieris bryoniae
- Bělásek ovocný - Aporia crataegi
- Coliadinae (žluťásci)
- Žluťásek borůvkový - Colias palaeno
- Žluťásek tolicový - Colias erate
- Žluťásek čilimníkový - Colias crocea
- Žluťásek čičorečkový - Colias hyale
- Žluťásek jižní - Colias alfacariensis
- Žluťásek řešetlákový - Gonepteryx rhamni
- Babočkovití - Nymphalidae
- Heliconiinae (perleťovci)
- Perleťovec prostřední - Argynnis adippe
- Perleťovec velký - Argynnis aglaja
- Perleťovec maceškový - Argynnis niobe
- Perleťovec stříbropásek - Argynnis paphia
- Perleťovec severní - Boloria aquilonaris
- Perleťovec nejmenší - Boloria dia
- Perleťovec fialkový - Boloria euphrosyne

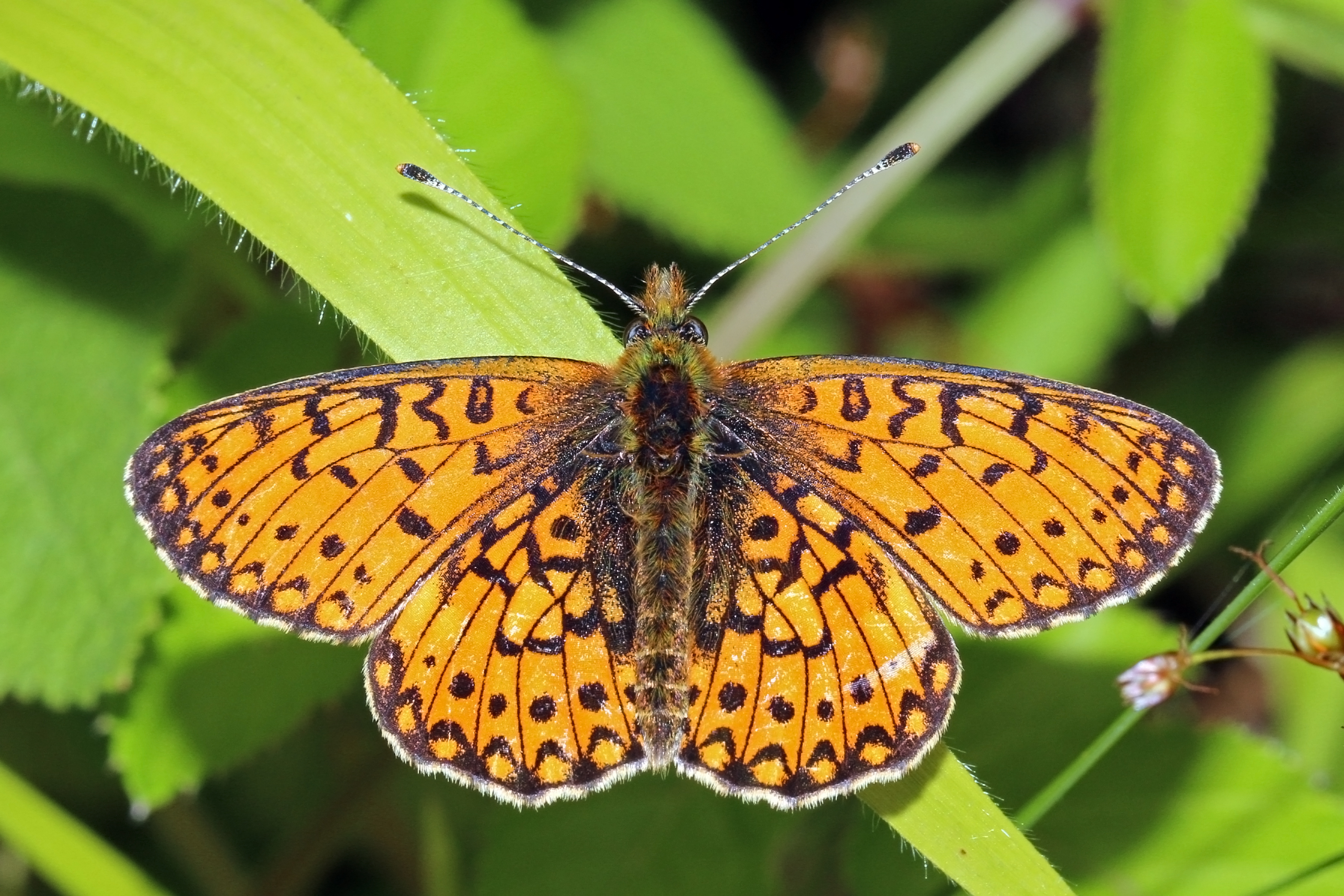
Perleťovec dvanáctitečný

- Perleťovec dvanáctitečný - Boloria selene
- Perleťovec ostružinový - Brenthis daphne
- Perleťovec dvouřadý - Brenthis hecate
- Perleťovec kopřivový - Brenthis ino
- Perleťovec malý - Issoria lathonia
- Perleťovec mokřadní - Proclossiana eunomia
- Apaturinae (batolci)
- Batolec duhový - Apatura iris
- Batolec červený - Apatura ilia
- Limenitidinae (bělopásci)
- Bělopásek topolový - Limenitis populi
- Bělopásek dvouřadý - Limenitis camilla
- Bělopásek tavolníkový - Neptis rivularis
- Nymphalinae - Nymphalini (babočky)
- Babočka osiková - Nymphalis antiopa
- Babočka jilmová - Nymphalis polychloros
- Babočka vrbová - Nymphalis xanthomelas
- Babočka bílé C - Polygonia c-album
- Babočka paví oko - Inachis io
- Babočka kopřivová - Aglais urticae
- Babočka admirál - Vanessa atalanta
- Babočka bodláková - Vanessa cardui
- Babočka síťkovaná - Araschnia levana
- Nymphalinae - Melitaeini (hnědásci)
- Hnědásek kostkovaný - Melitaea cinxia
- Hnědásek květelový - Melitaea didyma
- Hnědásek rozrazilový - Melitaea diamina
- Hnědásek jitrocelový - Melitaea athalia
- Hnědásek černýšový - Melitaea aurelia
- Hnědásek osikový - Euphydryas maturna
- Hnědásek chrastavcový - Euphydryas aurinia
- Okáčovití - Satyridae
- Okáč pýrový - Pararge aegeria
- Okáč ječmínkový - Lasiommata maera
- Okáč zední - Lasiommata megera
- Okáč jílkový - Lopinga achine
- Okáč poháňkový - Coenonympha pamphilus
- Okáč stříbrooký - Coenonympha tullia
- Okáč strdivkový - Coenonympha arcania
- Okáč třeslicový - Coenonympha glycerion
- Okáč prosíčkový - Aphantopus hyperantus

- Okáč luční - Maniola jurtina

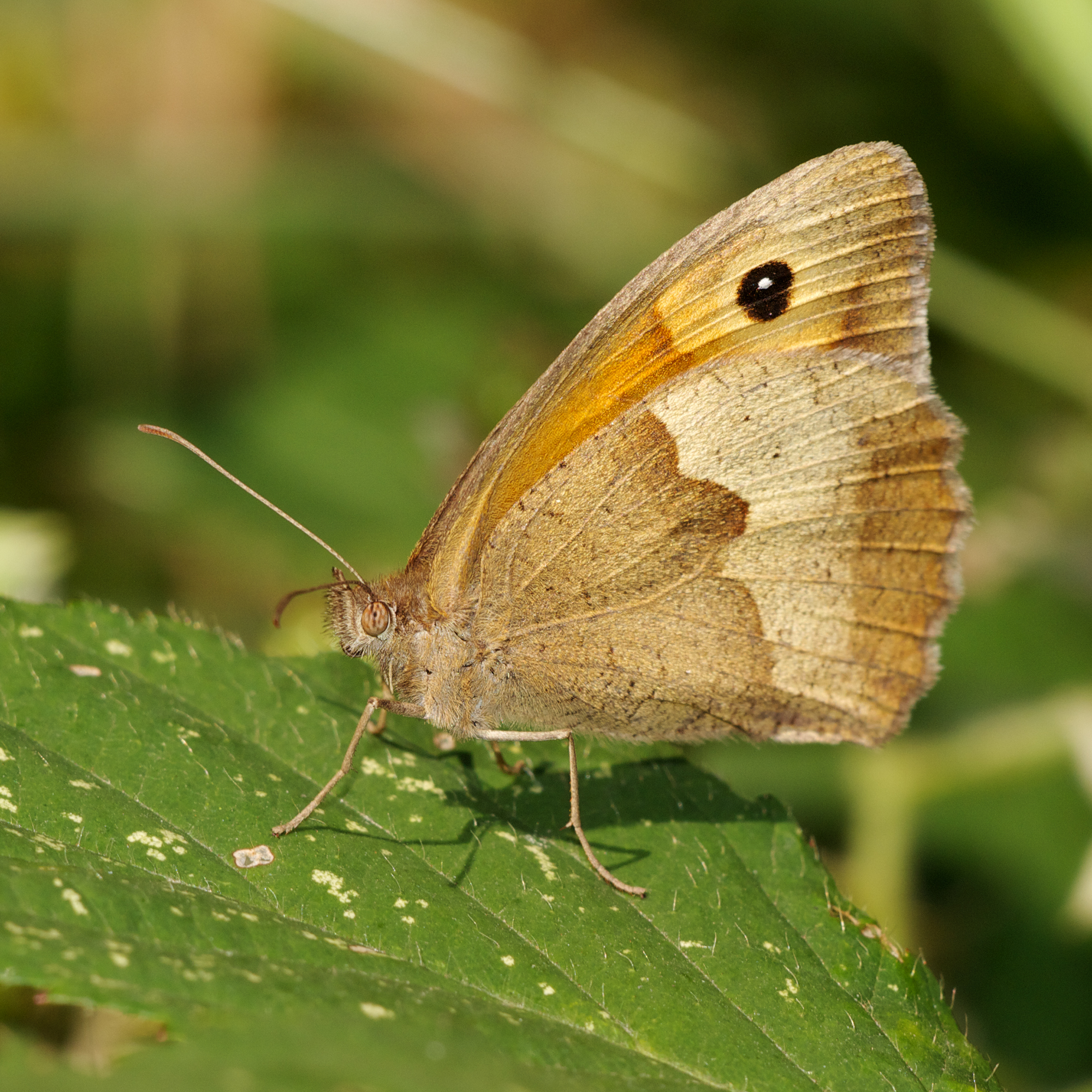
Okáč luční

- Okáč šedohnědý - Hyponephele lycaon
- Okáč bojínkový - Melanargia galathea
- Okáč bělopásný - Hipparchia alcyone
- Okáč medyňkový - Hipparchia fagi
- Okáč metlicový - Hipparchia semele
- Okáč písečný - Hipparchia statilinus
- Okáč skalní - Chazara briseis
- Okáč ovsový - Minois dryas
- Okáč voňavkový - Brintesia circe
- Okáč kostřavový - Arethusana arethusa
- Okáč černohnědý - Erebia ligea
- Okáč rudopásný - Erebia euryale
- Okáč horský - Erebia epiphron
- Okáč menší - Erebia sudetica
- Okáč kluběnkový - Erebia aethiops
- Okáč rosičkový - Erebia medusa
- Pestrobarvcovití - Riodinidae
- Pestrobarvec petrklíčový - Hamearis lucina
- Modráskovití - Lycaenidae
- Lycaeninae - Aphnaeini (ostruháčci)
- Ostruháček březový - Thecla betulae
- Ostruháček dubový - Neozephyrus quercus
- Ostruháček ostružinový - Callophrys rubi
- Ostruháček jilmový - Satyrium w-album
- Ostruháček švestkový - Satyrium pruni
- Ostruháček trnkový - Satyrium spini
- Ostruháček kapinicový - Satyrium acaciae
- Ostruháček česvinový - Satyrium ilicis
- Lycaeninae - Lycaenini (ohniváčci)
- Ohniváček modrolesklý - Lycaena alciphron
- Ohniváček černočárný - Lycaena dispar
- Ohniváček rdesnový - Lycaena helle
- Ohniváček modrolemý - Lycaena hippothoe
- Ohniváček černokřídlý - Lycaena phlaeas
- Ohniváček černoskvrnný - Lycaena tityrus
- Ohniváček celíkový - Lycaena virgaureae
- Lycaeninae - Polyommatini (modrásci)
- Modrásek tmavohnědý - Aricia agestis
- Modrásek bělopásný - Aricia eumedon
- Modrásek krušinový - Celastrina argiolus
- Modrásek čičorkový - Cupido alcetas
- Modrásek štírovníkový - Cupido argiades
- Modrásek tolicový - Cupido decoloratus
- Modrásek nejmenší - Cupido minimus
- Modrásek lesní - Cyaniris semiargus

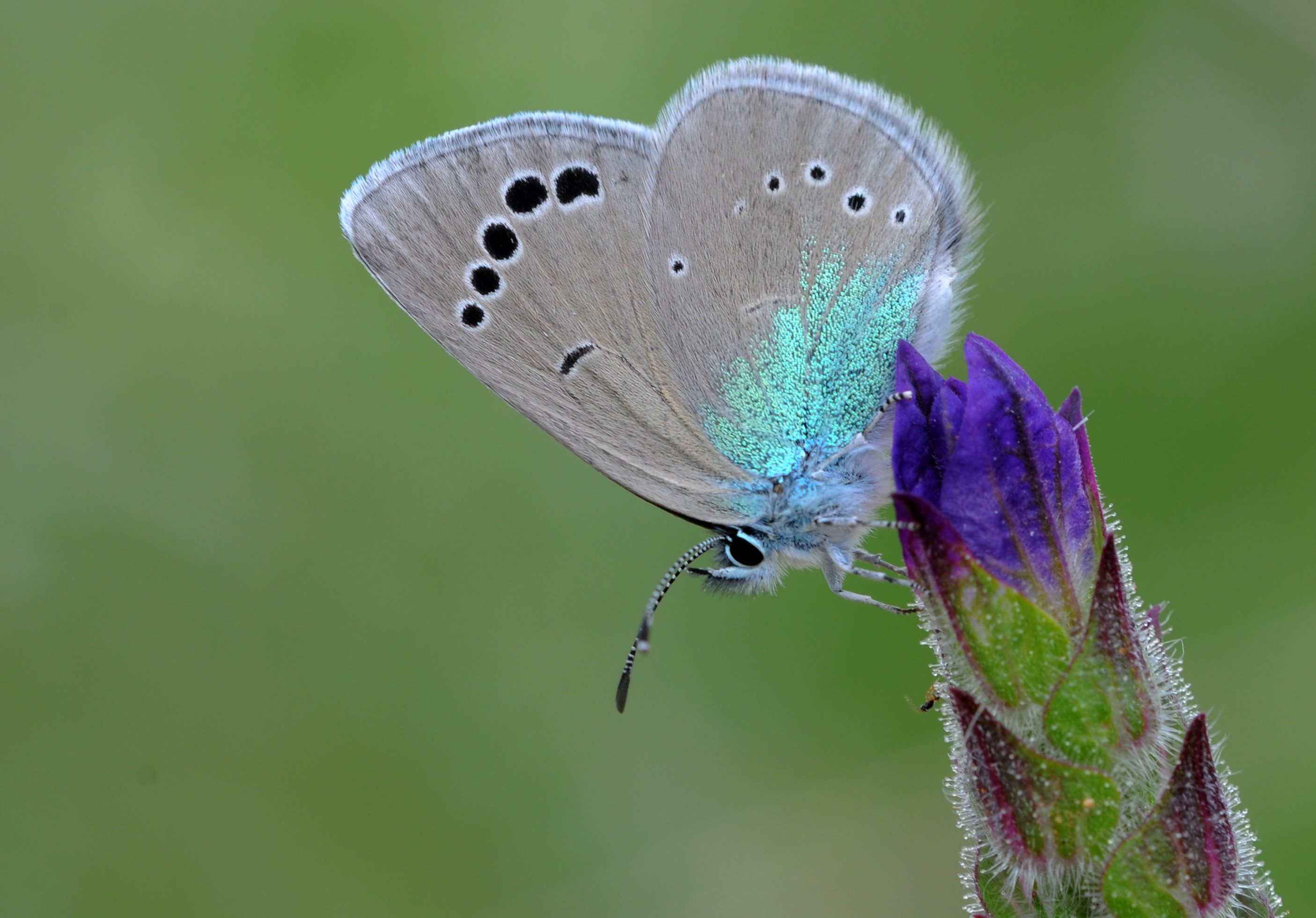
Modrásek kozincový

- Modrásek kozincový - Glaucopsyche alexis
- Modrásek hořcový - Maculinea alcon
- Modrásek černoskvrnný - Maculinea arion
- Modrásek bahenní - Maculinea nausithous
- Modrásek očkovaný - Maculinea teleius
- Modrásek černolemý - Plebejus argus
- Modrásek podobný - Plebejus argyrognomon
- Modrásek obecný - Plebejus idas
- Modrásek ušlechtilý - Polyommatus amandus
- Modrásek jetelový - Polyommatus bellargus
- Modrásek vikvicový - Polyommatus coridon
- Modrásek ligrusový - Polyommatus damon
- Modrásek hnědoskvrnný - Polyommatus daphnis
- Modrásek komonicový - Polyommatus dorylas
- Modrásek jehlicový - Polyommatus icarus
- Modrásek vičencový - Polyommatus thersites
- Modrásek černočárný - Pseudophilotes baton
- Modrásek východní - Pseudophilotes vicrama
- Modrásek rozchodníkový - Scolitantides orion
- Modrásek stříbroskvrnný - Vacciniina optilete